# 約瑟夫·貝爾 (工程師)
約瑟夫·貝爾（英語：Joseph Bell，RD，1861年3月12日—1912年4月15日）是英格蘭工程師，也是英國皇家郵輪鐵達尼號輪機長、海洋工程師協會成員和皇家海軍後備隊少校:52。在鐵達尼號沉沒事故中堅守崗位，帶領所有技工、工程師和團隊其他成員保持發電機運轉，供應燈光與電報機的電力。最終喪生，遺體從未尋獲。

## 早年生活與職業生涯
貝爾家族17世紀開始就是法爾拉姆的自耕農。1861年3月12日，約瑟夫·貝爾出生於英格蘭瑪麗波特，他是家中長子。小學時，在母親去世後，他與父親和兄弟一起搬到了卡萊爾。後來貝爾搬到泰恩河畔新堡，在羅伯特斯蒂芬森電子公司擔任發動機鉗工學徒。1885年，貝爾加入白星航運，並在許多與紐西蘭和美國交易的船上工作。1891年，30歲的貝爾晉升為科普特號（Coptic）首席機械工程師。1893年，與莫德·貝茨（Maud Bates）結婚，這對夫婦有4個孩子。1908年，獲得皇家海軍預備役軍官長期服役獎章:52。1911年，貝爾成為奧林匹克號輪機長，並參加了首航:53，並與他的妻子和小兒子一起搬到貝爾法斯特居住:54。兩個女兒在雷普利，由一個貝爾的姐姐和姐夫照顧，而當時15歲的長子正在卡萊爾的格羅夫納學院（Grosvenor College）學習，後來在哈蘭德與沃爾夫造船廠擔任學徒:55。

## 擔任鐵達尼號輪機長
他於1912年轉擔任鐵達尼號輪機長，並監督了這艘船的建造工程。4月11日，鐵達尼號在愛爾蘭皇后鎮停靠載客時，貝爾寄出了一封信給長子:56，信中有提到鐵達尼號在南安普敦港差點遭紐約號撞上的意外。4月14日，在鐵達尼號撞上冰山之前不久，貝爾接到發動機全速反轉的指令。儘管如此，鐵達尼號仍無法閃避巨大的冰山。4月15日，所有的機房人員（包括貝爾）都被船長要求疏散。然而，貝爾仍留在發動機室，與其他工作人員保持鍋爐活動，讓泵送裝置繼續運作，並儘可能長時間的保持照明燈光。在最後時刻，貝爾可能和一些機房人員還在機房裡，海水流入後才逃離；貝爾和他的一些工作人員有可能死於鍋爐和發動機被海水淹沒時所產生的爆炸:57。

## 遺產
1912年4月23日，《紐約時報》以《鐵達尼號沉沒——機房英雄》為標題報導了貝爾和其他機房人員的敬業和奉獻精神。該文章寫到：「他們像男子漢一樣死去，他們的勇敢似乎被忽視了。可以說，就像其他高級副官們一樣，他們堅守崗位直到死亡」:57。
貝爾去世後，妻子和姐夫威廉·拉爾夫（William Ralph）繼承了他在法爾拉姆的農場，家屬立即出售這個農場，因為貝爾的妻子和孩子都沒有去過法爾拉姆。
在利物浦附近的滑鐵盧聖信教堂（Church of the Holy Faith），有一塊紀念貝爾的銘牌。在薩默塞特郡巴斯聖托馬斯貝克特教會也有一座屬於貝爾的紀念碑。

## 文化描寫
- 埃默頓·考特（英语：Emerton Court）（1958年）——《此夜永難忘》（電影）
- 泰瑞·佛瑞斯塔（英语：Terry Forrestal）（1997年）——《鐵達尼號》（電影）
- 大衛·威爾莫特（英语：David Wilmot (actor)）（2012年）——《拯救鐵達尼號（英语：Saving the Titanic）》（電視）

## 延伸閱讀
- Hodgson, Barrie B.; Freer, Ann.  1st. Clearline Assistance UK Ltd. 2013. ISBN 978-0956050625.

## 外部連結
Joseph Bell; wordpress （页面存档备份，存于）